# Call Me What You Like
«Call Me What You Like» (en español: «Llámame como quieras») es una canción de la banda inglesa Keane lanzada como su primer sencillo en su historia.
Esta canción, a diferencia de la mayoría de Keane, y al igual que su lado b, "Closer Now" fue compuesta por Tom Chaplin.

## Lista de canciones
1. «Call Me What You Like»
2. «Rubbernecking»
3. «Closer Now»

## Información acerca de la canción
- Tempo: 92bpm
- Acorde: Cm
- Tiempo rítmico: 4/4

### Rubbernecking
("Curioseando")
- Tempo: 65bpm
- Acorde: Bb
- Tiempo rítmico: 4/4

## Closer Now
("Acércate ahora")
- Tempo: 78bpm
- Acorde: E
- Tiempo rítmico: 4/4

- Datos: Q2174364